# Robertus longipalpus
Robertus longipalpus là một loài nhện trong họ Theridiidae.
Loài này thuộc chi Robertus. Robertus longipalpus được miêu tả năm 1946 bởi Kaston.